# Flaga Żor
Flaga Żor – jeden z symboli miejskich Żor w postaci flagi ustanowiony uchwałą rady miejskiej nr 486/XLII/05 z 22 grudnia 2005.

## Wygląd i symbolika
Prostokątny płat materiału w proporcjach 5:8, dzielony w pas, w górze czoła flagi barwa błękitna, w kolejnych polach kolejno barwa biała, czerwona i żółta. Barwy na płacie ułożone są w proporcjach 2:1:1:2. Barwy flagi wywiedzione są z barw użytych w herbie miasta, zaś sposób ich ułożenia symbolizuje przynależność Żor do Polski i Górnego Śląska.

## Historia
29 kwietnia 1993 miasto ustanowiło flagę, którą zakwestionowała utworzona pod koniec 1998 roku Komisja Heraldyczna przy MSWiA z powodu niewłaściwego układu pasów (biały nie powinien sąsiadować z żółtym) oraz zastosowany wówczas łukowaty układ barw, który uznano za niezgodny z polską tradycją weksylologiczną. Nowy projekt flagi Komisja Heraldyczna zaopiniowała pozytywnie 7 października 2005. Radni miasta przyjęli nowy projekt flagi uchwałą 22 grudnia 2005 roku. Pierwsza oficjalna, publiczna prezentacja odbyła się 24 lutego 2006 podczas obchodów 754 rocznicy założenia miasta.